# 글렌 로빈슨 3세

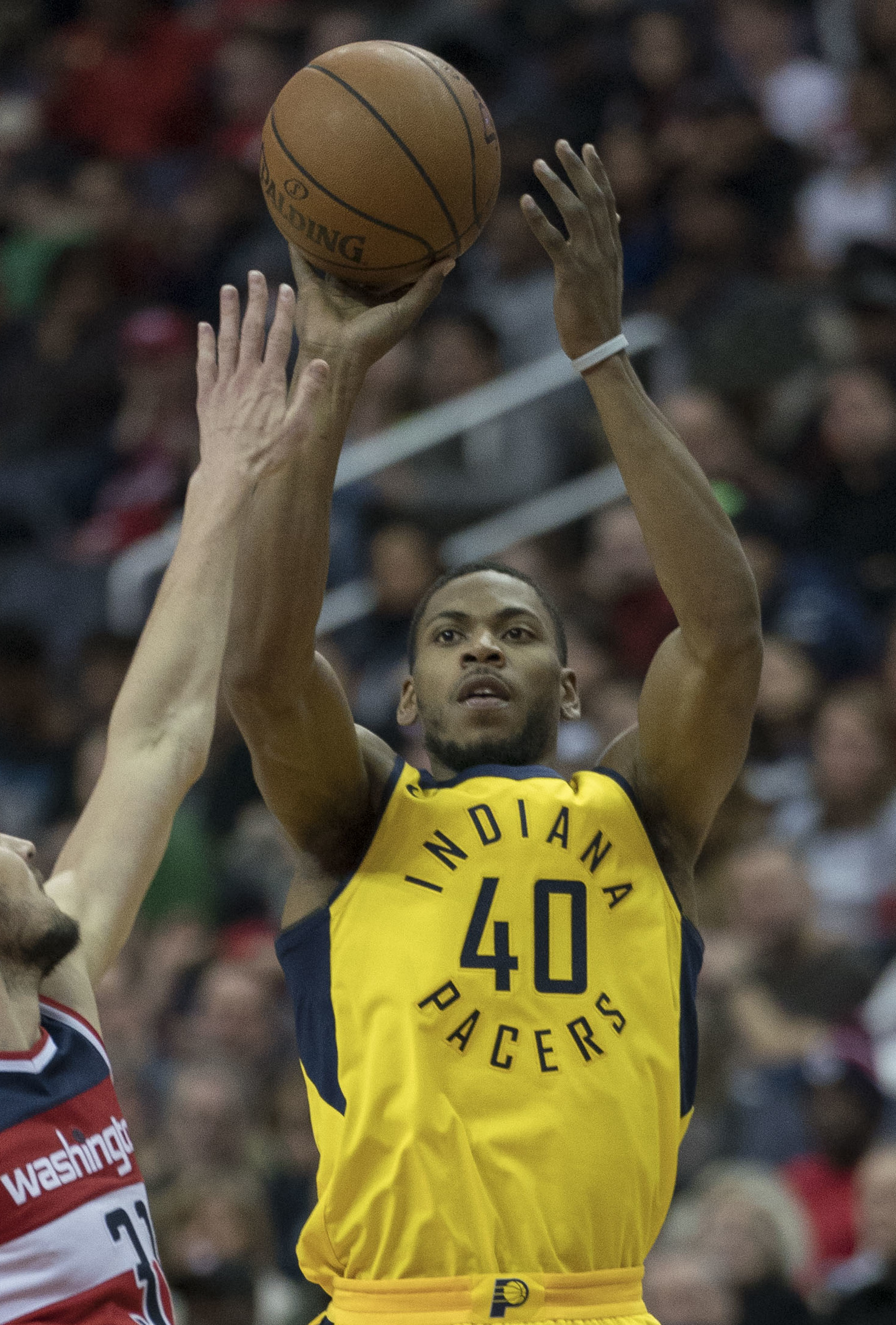

글렌 로빈슨 3세(Glenn Robinson III, 본명: Glenn Alann 'Tre' Robinson III, 1994년 1월 8일 ~ )은 KBL의 서울 삼성 썬더스의 미국 프로 농구 선수이다. 2014년 NBA 드래프트에서 전체 40순위로 미네소타 팀버울브스에 지명되었다. 그는 팀버울브스, 필라델피아 76ers, 인디애나 페이서스, 디트로이트 피스톤스, 골든스테이트 워리어스, 새크라멘토 킹스에서 NBA(전미농구협회)에서 9시즌을 뛰었다. 로빈슨은 2017년 NBA 슬램덩크 콘테스트에서 우승했다.
미시간 울버린스(Michigan Wolverines)에서 대학 농구를 했으며, 2013년 NCAA 디비전에서 전국 준우승을 차지한 2012-13 미시간 울버린스 팀의 2012-13 빅 텐 콘퍼런스 남자 농구 시즌 동안 올프레시맨 팀 수상자로 선정되었다. 나 남자농구대회. 그는 NBA로 떠나기 전에 2013–14 빅 텐 콘퍼런스 남자 농구 시즌 챔피언 2013–14 울버린스에서 다시 뛰었다.
로빈슨은 인디애나 주 세인트존에 있는 레이크센트럴 고등학교의 전주 고등학교 농구 선수였다. 1994년 NBA 전체 드래프트에서 처음으로 지명된 글렌 로빈슨(Glenn Robinson)의 아들이다. 그의 형제자매 중 두 명은 고등학교 개인 종목에서 여러 차례 주 챔피언이었다.